# Воронович, Евстафий Павлович
Евстафий Павлович Воронович (молд. Evstafi Pavlovici Voronovici; 6 [18] марта 1890, Большой Молокиш, Подольская губерния — 13 октября 1937, Рыбница, Молдавская АССР) – советский государственный деятель, глава Центрального Исполнительного комитета Молдавской АССР. Член ВУЦИК и ЦИК СССР.

## Биография
Родился 6 (18) марта 1890 года в бедной крестьянской семье в селе Большой Молокиш, теперь Рыбницкий район, ПМР. До революции удалось окончить лишь начальную школу, после чего ему пришлось наняться батраком к зажиточным крестьянам.
Служил в царской армии, участник Первой мировой войны. Последнее звание в русской армии — младший унтер-офицер. Во время захвата села австрийскими солдатами был арестован и приговорён к расстрелу, но ему удалось бежать. Он вступил в Красную Армию, принимал участие в Гражданской войне.
В 1918–1919 годах — на подпольной работе против сил интервентов и контрреволюции в городе Рыбница Подольской губернии. После восстановления советской власти весной 1920 года был избран председателем земельного отдела. Активно включился в работу советов, став  в августе 1920–1921 годов председателем Больше-Молокишского волостного комитета незаможных (бедных) селян Подольской губернии. Позднее он был избран в состав волисполкома и рыбницкого райисполкома Советов рабочих, крестьянских и красноармейских депутатов. Параллельно с работой в советах Е. П. Воронович с начала 1920-х годов включился в профсоюзную работу, став членов профсоюза рабочих сельского хозяйства и леса.
В 1921 году организовал крестьян волости на сбор и отправку помощи голодающим Поволжья, активно участвовал в профсоюзном движении. В 1924 году участвовал в организации первого колхоза в с. Большой Молокиш.
До 1925 года — заведующий Рыбницким районным земельным отделом. 
Член РКП(б) с марта 1925 года.

Принимал участие в организации и проведении первых выборов в местные советы в МАССР, а в марте 1925 года избран делегатом I съезда Советов Рыбницкого района, на котором избран председателем исполнительного комитета Рыбницкого районного совета МАССР (занимал пост в марте 1925 – мае 1926 годов).
«На этом посту проявились его качества советского работника, государственного деятеля, личным примером мобилизующего народные массы на строительство социализма». 
В мае 1926 года Е. П. Воронович был избран делегатов II Всемолдавского съезда Советов, на котором по рекомендации коммунистической фракции был избран 14 мая членом ЦИК МАССР, а на первой сессии был избран на пост Председателя Президиума ЦИК.

В мае 1926 – мае 1937 года — председатель Центрального Исполнительного комитета Молдавской АССР. В своей организаторской деятельности уделял особое внимание индустриализации, коллективизации сельского хозяйства, культурной революции. Внес значительный вклад в политическое и социально-экономическое развитие республики. Благодаря ему за годы первой и второй пятилеток на новой технической основе здесь выросли 217 предприятий, а валовая продукция промышленности только во второй пятилетке увеличилась более чем в два раза.
«Три года подряд Советская Молдавия во всех сельскохозяйственных компаниях идёт впереди остальных областей и занимает одно из первых мест не только на Украине, но и во всем Советском Союзе [...] Деятельность сельских Советов развёртывается у нас на довольно высоком уровне, об этом свидетельствуют результаты нашего участия в конкурсе на лучший сельский Совет». 

Из интервью Е. П. Вороновича газете «Красная Бессарабия» в 1935 году. 
Е. П Воронович избирался делегатом на съезды КП(б) Украины, на II–X конференции Молдавской областной партийной организации, выдвигался делегатом на I–VII съезды советов МАССР и IV–VIII Всесоюзные съезды Советов, на которых избирался членом ЦИК СССР. На VIII чрезвычайного Съезда Советов СССР, будучи членом ЦИК VII созыва (билет № 704) 5 декабря 1936 года голосовал за новую Конституцию.
На X конференции Молдавской областной партийной организации (12–17 мая 1937 года) Е. П. Воронович был избран в состав Молдавского обкома КП(б) У. 
В 1937 году в адрес Е. П. Вороновича стала раздаваться критика в принадлежности к молдавской контрреволюционной, шпионской националистической организации, которая «проводила вредительскую работу в промышленности и в сельском хозяйстве, на национально-культурном фронте и на других участках советского и хозяйственного строительства». Евстафий Павлович был освобожден от должности председателя президиума ЦИК МАССР, исключен из партии как враг народа и арестован органами НКВД. 18 октября 1937 г. постановлением НКВД и Прокуратуры приговорён к высшей мере наказания и расстрелян.
Посмертно реабилитирован в 1957 году после XX съезда КПСС решением Военной коллегии Верховного суда СССР.

## Семья и родственники
Е. П. Воронович вместе с женой Марфой Михайловной и пятью детьми жили в весьма скромных условиях  в квартире в Тирасполе и имели дом с приусадебном участком, где его дочери трудились вместе с ним. Этот участок материально обеспечивал семью. После ареста Евстафия Павловича жена с пятью детьми были выселены из квартиры, а домашнее имущество, деньги и облигации конфискованы. Также конфисковали родительский дом в Большом Молокише с участком 0,36 га виноградников. Вскоре были арестованы Марфа Михайловна и дочери Екатерина и Фаина, младших детей Петра, Леонтия и Марию приютили родственники. По рассказам Фаины Воронович, арестованные подвергались длительным издевательским допросам и были поселены в камеру, рассчитанную на шестерых человек, в которой находилось около сорока человек, и места не хватало даже на полу. Для Фаины, как самой младшей из заключенных место уступила вдова Григория Старого Е. С. Алмазова. Так как доказательств вины жены и дочерей не было обнаружено, они были освобождены и высланы из Тирасполя. Они пытались поселиться у родственников в Большом Молокише, но как члены семьи врага народа, получили предписание покинуть погранзону и переехали в Первомайск на Украину.  
Во время Великой Отечественной войны Вороновичи переехали во время оккупации переехали в Большой Молокиш, где с ними пытались установить контакты оккупационные власти. Старшая дочь Екатерины присоединилась к частям РККА, а Леонтий работал в подполье, собирал продовольствие и вооружением для партизан, вел политическую работу с населением, организовывал диверсии и саботаж. После окончания войны спустя несколько лет мать с детьми смогли встретить в Бендерах. 

Долгое время Вороновичи пытались узнать о судьбе Евстафия Павловича, но на все запросы получали ответ, что он осуждён без права переписки. В марте 1956 года дочь Екатерина Евстафьевна направила запрос на имя  председателя Комиссии Партийного Контроля Н. М. Шверника: 
«Очень просим Вас рассмотреть дело о виновности Вороновича Евстафия Павловича, жив ли он, где находится»
После чего в 1957 году пришёл ответ о посмертной реабилитации. 